# Monastero di San Salvaro
Il monastero di San Salvaro  è un ex complesso monastico camaldolese nel comune di Urbana in provincia di Padova. Intitolato al Santo Salvatore, ovvero Cristo Redentore, per lunghi secoli è stato un centro spirituale della bassa padovana, facente parte del territorio di Trecontà nella Scodosia occidentale, al confine tra il padovano e il veronese. Il centro spirituale sorgeva in corrispondenza del passaggio sul Ponte Pietra del Fratta, lungo l'antico percorso che attraversava gli antichi abitati di Carceri, Ponso, Megliadino e Altaura, per poi proseguire verso Marega e la bassa veronese.

## Storia

### Monastero
Le prime testimonianze del monastero si datano al 1084, poi riprese nel 1099, quando l'edificio viene citato in un documento come schola sacerdotum, ovvero luogo in cui i futuri religiosi si dovevano formare per prepararsi a divenire sacerdoti. Alla fine dell'XI secolo vi era così già una piccola congregazione di canonici che frequentava e abitava questo luogo spirituale. In seguito, i documenti ci parlano dell'arrivo, nel 1181, dei monaci agostiniani portuensi di Ravenna, a cui il monastero viene affidato da Papa Alessandro III assieme alla gestione dell'Abbazia di Santa Maria delle Carceri. La comunità di San Salvaro diventa monastero agostiniano, all'obbedienza di un Priore. Questi monaci svolgevano una vita eremitica e isolata, ma a partire dagli inizi del XV secolo l'ordine degli agostiniani viene soppresso da Papa Gregorio XII, concedendo sia l'Abbazia delle Carceri sia il monastero di San Salvaro ai monaci Camaldolesi provenienti da Venezia. I Camaldolesi seguivano la regola benedettina dell'ora et labora, e ben presto il monastero divenne un centro completamente autosufficiente grazie al costante lavoro di una decina di monaci, sia nella cura del territorio e dei campi, sia nella cura delle persone, come luogo sicuro per i bisognosi e importante punto d'appoggio per i pellegrini in viaggio da Venezia verso Santiago de Compostela. Il monastero, infatti, sorgeva in un crocevia tra un asse fluviale, il Fratta, via d'acqua che collegava la Scodosia con il veronese, e un asse terrestre, lungo una delle tante strade, denominata Calmana o Callis Magna, che conduceva i pellegrini verso la Terra Santa, Roma, Santiago de Compostela e tanti altri centri spirituali. Era un punto strategico per il commercio, gli scambi e le migrazioni. I pellegrini qui potevano trovare riparo e riposo, oltre a tanti altri monasteri sparsi in tutto il territorio, passando da Monselice, Santa Maria delle Carceri, per raggiungere il monastero di Santa Margherita d'Ipres ad Altaura, giungendo qui a San Salvaro, e infine oltre l'Adige, proseguendo verso la Bassa Lombardia.
San Salvaro visse un periodo di straordinaria floridezza fino al 1690, quando il vescovo di Padova soppresse sia il monastero sia Santa Maria delle Carceri mediante la Bolla del 30 gennaio, al fine di sostenere la Repubblica di Venezia nella sua lotta contro i Turchi tramite la vendita di alcuni possedimenti.
Tre anni dopo gli edifici vengono acquistati all'asta dai Conti Carminati, potente famiglia di origine bergamasca ma residente a Venezia. Questi trasformarono i possedimenti dei due centri monastici in grandi aziende agricole, riconvertendo gli spazi per sfruttare la vocazione del territorio.
Nel 1950/1956 la parte abitabile dell'ex monastero di San Salvaro viene ampliata e molti terreni vengono ceduti a fittavoli e mezzadri.
Nel 1980, però, tutto il complesso cade in uno stato di abbandono che lo riduce a un rudere.
Nel 1995 l'ex monastero viene acquistato dalla Parrocchia e dal Comune di Urbana con lo scopo di restaurarlo e dare nuova vita al complesso.
In seguito al restauro e al recupero funzionale del monastero, dagli anni duemila l'edificio ospita un centro parrocchiale, ricavato dalle vecchie stalle e dal fienile, e un ostello per l'accoglienza di gruppi e lo svolgimento di incontri spirituali. È inoltre sede della Parrocchia di San Salvaro e del Museo delle Antiche Vie.

### Chiesa

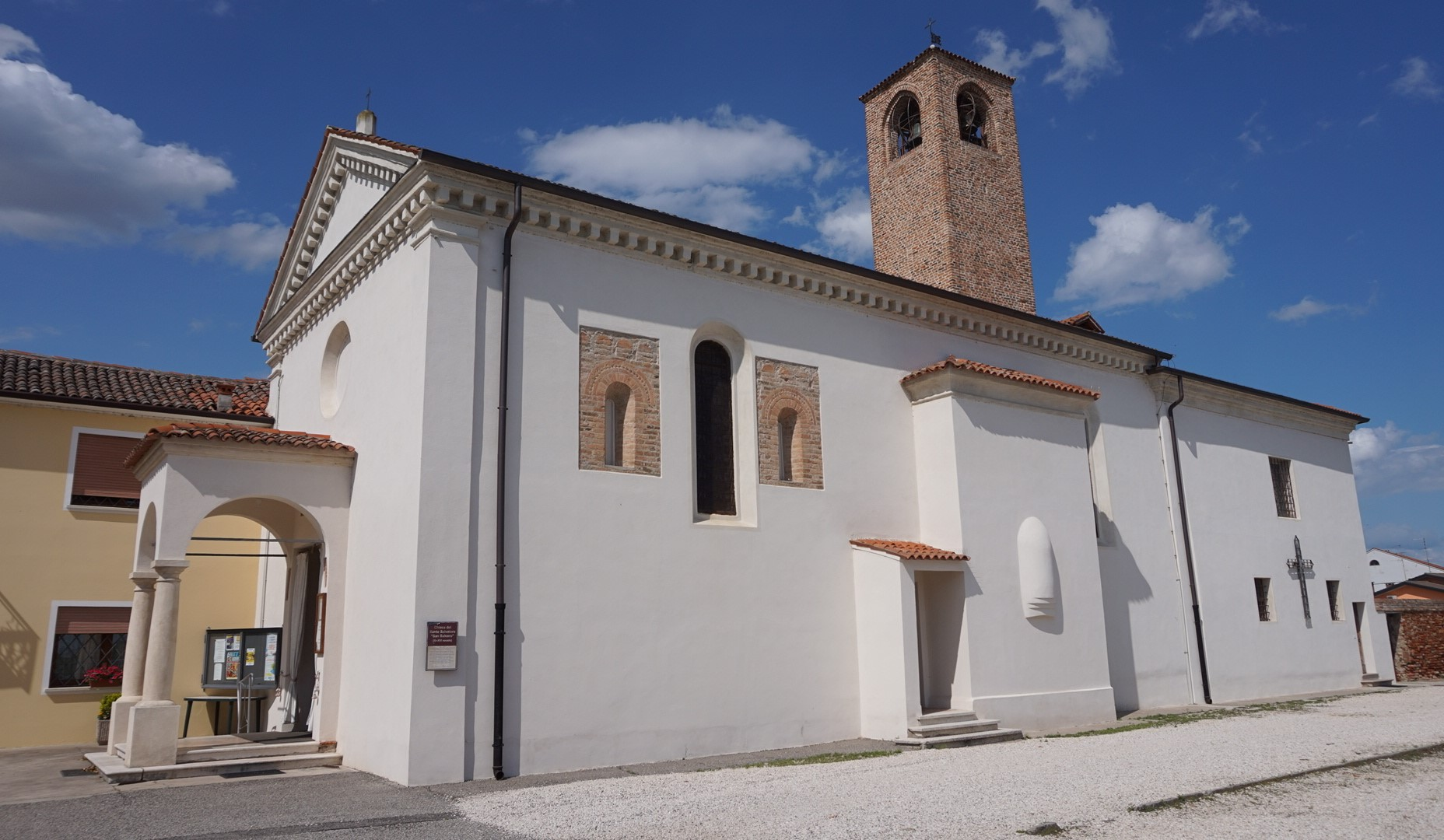
Chiesa di San Salvaro

Della chiesa si hanno notizie a partire già dal 1034, quando in un documento viene citata la donazione di alcuni beni da parte di Alberto Azzo II, capostipite degli Estensi, alla chiesa di San Salvaro di Trecontadi (Trecontà), presso il ponte sul fiume Fratta. Lo stile architettonico dell'edificio è quello romanico dell'epoca, con murature in mattoni, finestre strombate di dimensioni abbastanza ridotte e una copertura a capriate lignee. A fiancheggiare l'edificio, nel cuore del centro spirituale, si erge la romanica torre campanaria. Nei secoli la chiesa viene più volte restaurata, in particolare nel 1569, con il rialzo del soffitto e la sostituzione delle finestre strombate con vetrate luminose, decorate da due colombe e un fiore centrale, stemma dei monaci Camaldolesi. Nel 1693, quando il monastero viene acquistato all'asta dai conti Carminati, la chiesa continua a svolgere la sua funzione di luogo di culto, retta da un gruppo di diocesani. L'ultimo intervento di restauro avviene negli anni settanta, a seguito del danneggiamento subìto durante la Seconda Guerra Mondiale.

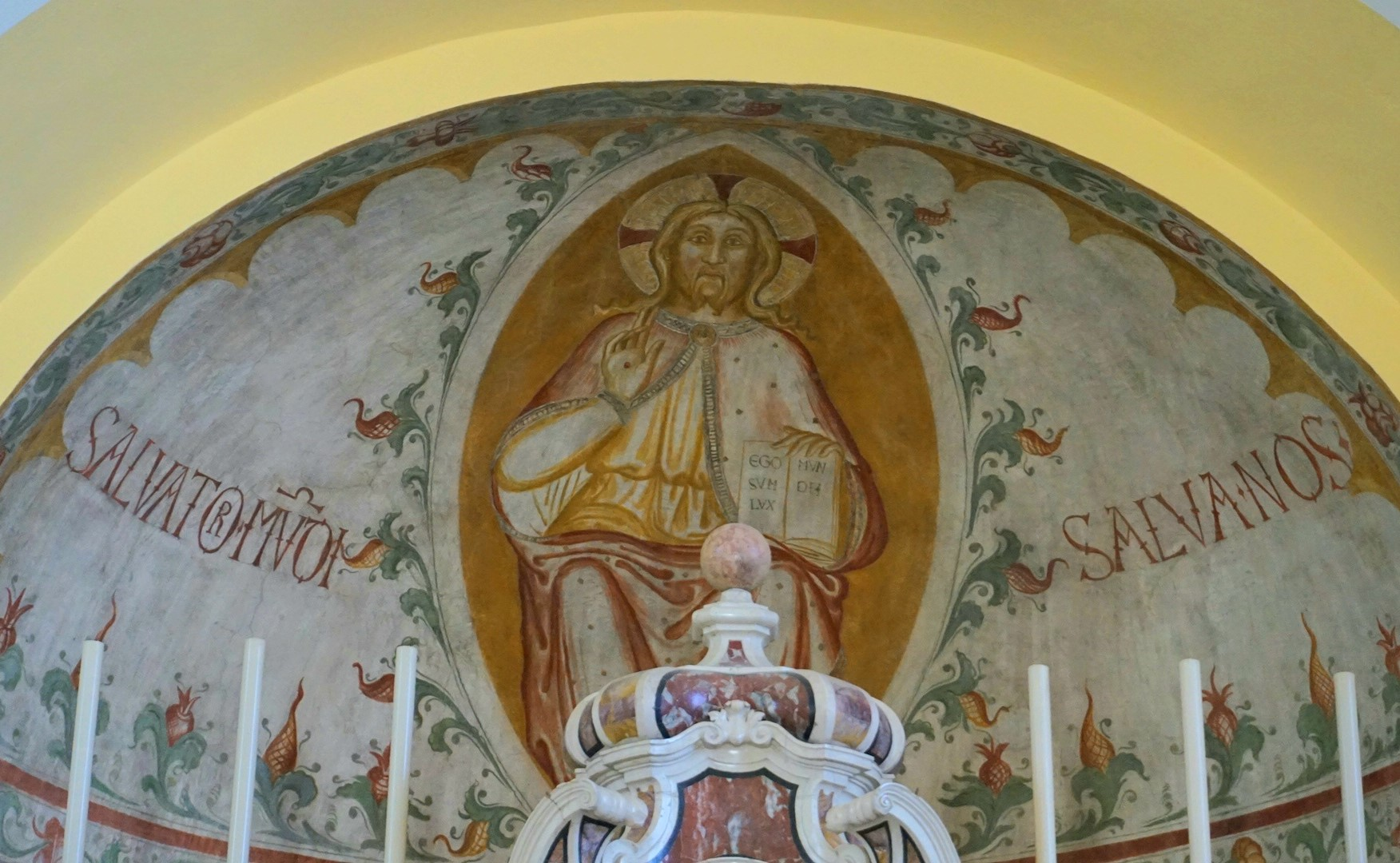
Affresco del Cristo Pantocratore nell'abside della chiesa di San Salvaro

Della chiesa originaria si conserva l'abside in mattoni e l'affresco dall'iconografia bizantino-romanica fatto risalire al XIII secolo, raffigurante Cristo Pantocratore in trono. Inoltre, è possibile osservare altri diversi stili nell'edificio: il soffitto di fine Ottocento, l'altare centrale in stile barocco del Seicento, gli altari laterali dell'Ottocento, e i grandi finestroni del XVI secolo.
Patrona di San Salvaro è Santa Dorotea, a cui gli abitanti del paese avevano fatto voto per essere preservati dalla peste del 1631, e in seguito dall'epidemia di colera del 1873.

### Ponte
La presenza di un ponte sul Fratta in corrispondenza del monastero viene già attestata nel documento di Alberto Azzo II del 1034, ma probabilmente le sue origini sono anteriori, coeve alla costruzione della chiesa e del monastero, o precedenti ancora. Diversi documenti e diverse mappe testimoniano l'esistenza di un ponte di pietra che collegava il territorio padovano con quello veronese. A causa di travolgenti piene del fiume, nel corso del tempo il ponte viene più volte distrutto e ricostruito. Le fonti attestano che nel 1760 viene in parte ricostruito in legno, ma nuovamente distrutto da una piena, prima nel 1776, poi nel 1778, e pertanto ristrutturato ancora una volta. La manutenzione, i rifacimenti, e gli interventi straordinari erano assai dispendiosi per il comune e, infatti, a sostenere le spese della ristrutturazione dopo il 1778 sono i conti Carminati, a cui viene riconosciuto in cambio il diritto di pedaggio, ovvero la riscossione di una tassa per il transito del fiume. Nel corso del tempo, del ponte storico non rimase nessuna traccia, ma a sostituirlo è quello in ferro, costruito nel Novecento, un centinaio di metri più a sud.

### Evoluzione del territorio

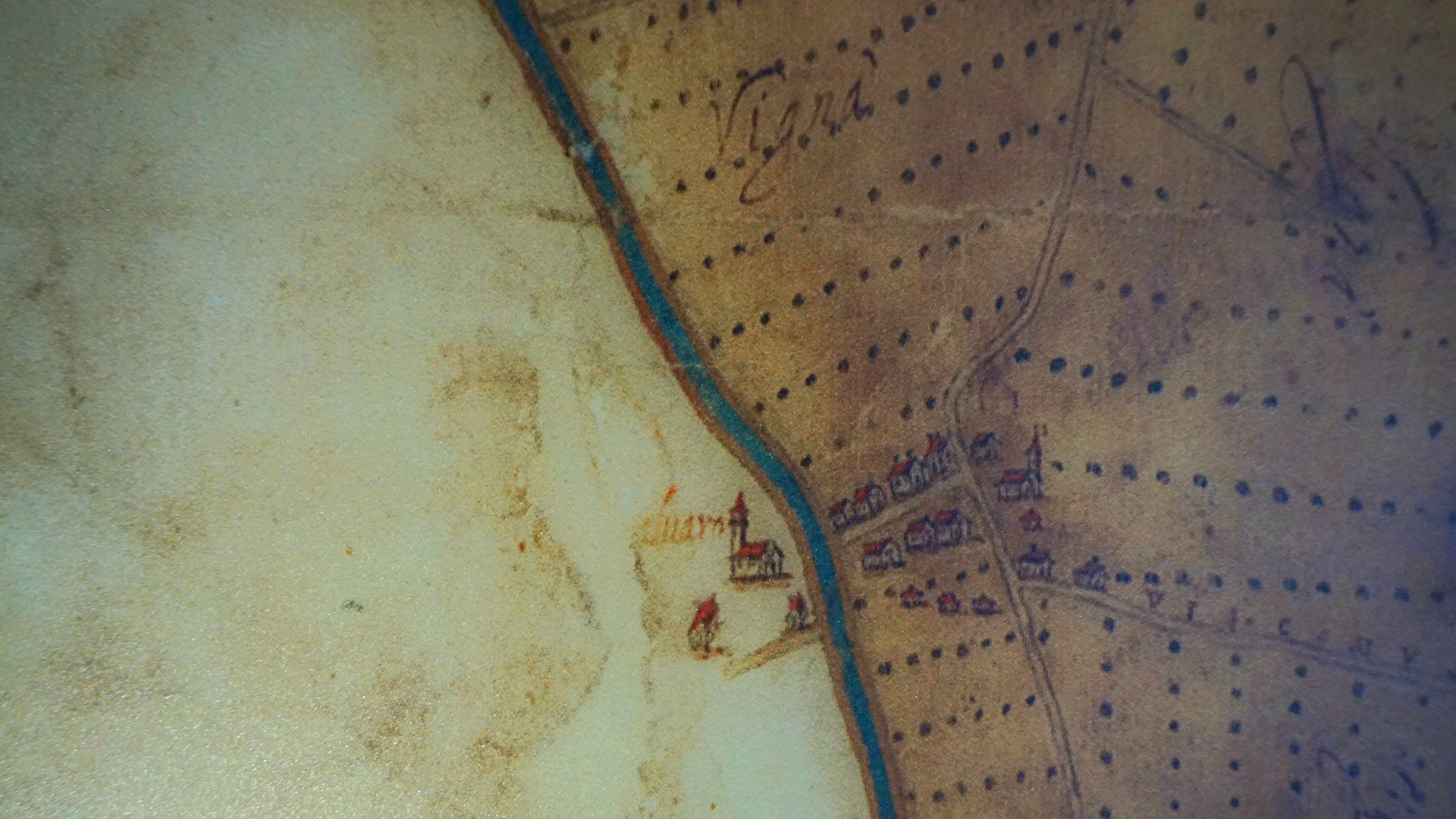
Monastero di San Salvaro in una riproduzione del Retratto del Gorzon

In età romana il territorio comprendente San Salvaro, Urbana, e l'Adige viene centuriato dai Romani, vincitori della battaglia di Azio (31 a.C.) e appartenenti alla tribù Romilia. Le terre vengono così bonificate con la costruzione di canali e strade, e sfruttate ad uso agricolo. Ancora oggi le tracce della presenza romana sono visibili nella centuriazione, ma anche nell'origine dello stesso toponimo "Urbana", attribuita sia a un nome proprio che al termine urbs, indicando l'antica città, o in riferimento alla Legione Urbana, vittoriosa ad Azio e responsabile della colonizzazione della zona.
Dopo la caduta dell'Impero Romano d'Occidente nel 476 d.C., il territorio viene abbandonato, e le continue alluvioni causate dall'Adige e il susseguirsi arrivo dei Longobardi portarono al degrado della zona, con la nascita di boschi e acquitrini. In epoca medievale le bonifiche del territorio ripresero con l'intervento dei monaci della Vangadizza, e in seguito con la Repubblica di Venezia. Oltre all'Adige, a inondare era anche il Fratta, e per questo denominato dalle comunità locali ‘Fratta rabbiosa'. In seguito alla costruzione del monastero di San Salvaro, stalle, vigneti, granai, orti, si affermano nel territorio circostante. Si afferma così una piccola comunità basata sul lavoro nei campi e sulla preghiera.

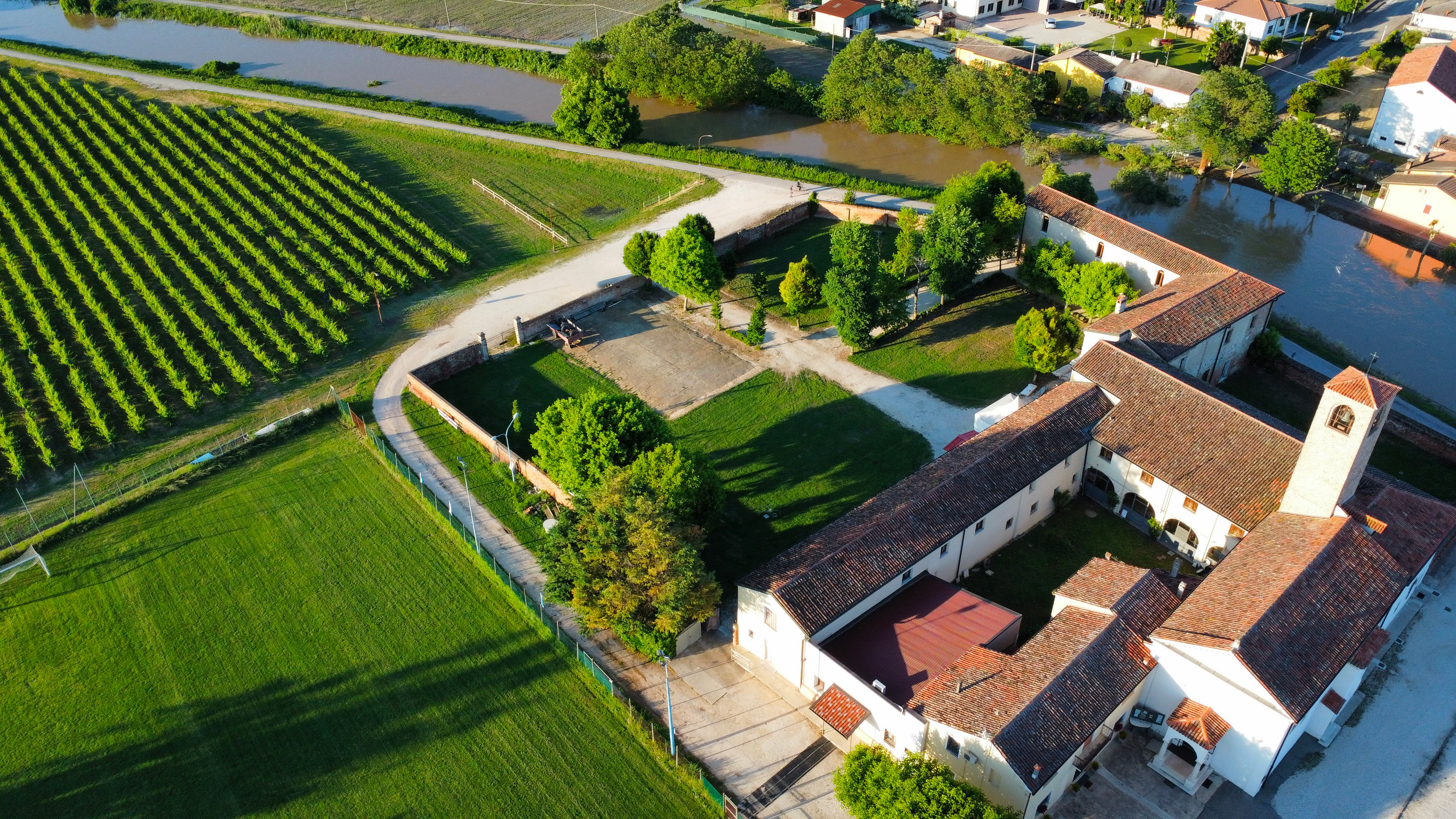
San Salvaro: la chiesa, il monastero, il territorio

Importante documento che testimonia l'evoluzione del territorio della Bassa Padovana, e non solo, è il cosiddetto Retratto del Gorzon, un'antica mappa catastale del Cinquecento, aggiornata da Ercole Peretti nel 1633. Qui vengono segnalati i diversi centri, le strade, i corsi d'acqua naturali e quelli frutto di bonifica, con il sistema di misurazione delle pertiche padovane. Tra i vari centri, viene rappresentato anche il monastero di San Salvaro, immerso in un territorio destinato alla viticoltura. Inoltre, dai tempi di Venezia, alcuni terreni erano adibiti anche alla coltivazione della canapa, in quanto veniva lavorata in un importante canapificio a Montagnana, e in seguito spedita all'arsenale di Venezia per i cordami e le vele della Serenissima Repubblica.
Nel 1900 il territorio di Urbana e di San Salvaro continua la produzione di vino, seppur in minor quantità, lasciando spazio alla coltivazione di cereali e alla commercializzazione dei prodotti della terra (soprattutto nell'ortofrutticolo). Nel secondo dopoguerra, alla lavorazione dei prodotti della terra si accompagnano attività artigianali e industriali nei comparti del mobile, dell'abbigliamento e dell'edilizia che consentono di consolidare l'economia locale e di creare occupazione. Oltre alla lavorazione della canapa, che prosegue nei secoli, tra i lavori che caratterizzavano la vita della gente del luogo vi era lo sgiavararo, ovvero il calzolaio, il marangon (falegname), e il ferraro (fabbro).

## Museo delle antiche vie

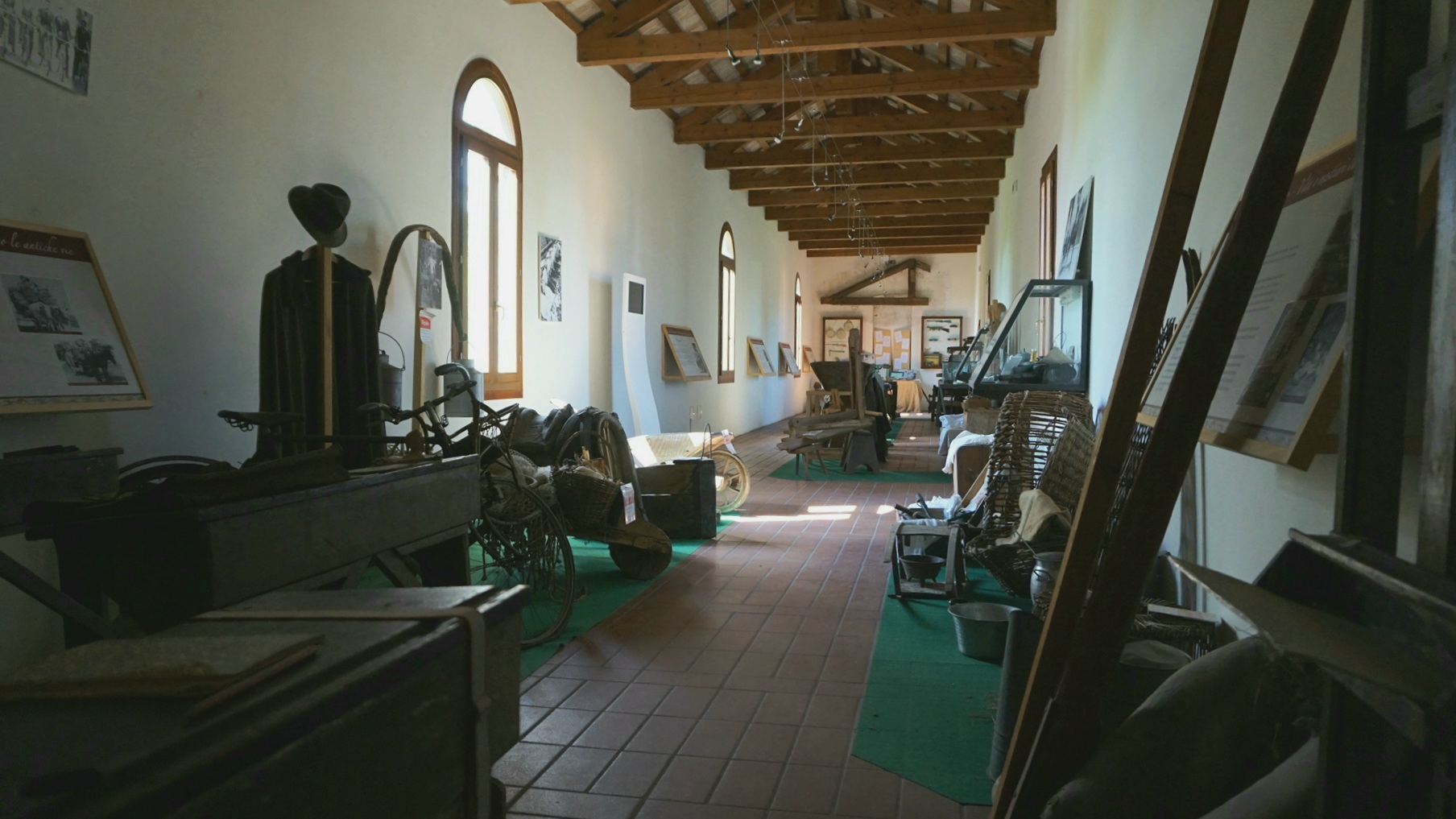
Museo delle Antiche Vie

Il nome del museo testimonia l'importanza del monastero come luogo di ristoro per i viandanti, ma soprattutto meta per i pellegrini che percorrevano le vie per arrivare a Santiago de Compostela.
Il museo è stato suddiviso in:
- Vecchia Osteria (piano terra), luogo di ristoro per i viandanti;
- Sala degli Archi, dove i monaci accoglievano i fedeli;
- Sala delle cartografie (primo piano), dove viene illustrata la nascita del territorio e delle antiche strade;
- Sala della storia religiosa del luogo;
- Sala dei trasporti, della vita rurale, del commercio e artigianato, e dei giochi di strada.

## Ostello della gioventù
Realizzato in due piani, l'ostello è stato ricavato al centro dell'edificio monastico, con capienza di circa 25 persone. È una struttura di accoglienza destinata a studenti e famiglie in viaggio.